# Daytona Beach Shores
Pour les articles homonymes, voir Shores.
Daytona Beach Shores est une ville dans l’État de Floride, aux États-Unis.

## Démographie
| 1970 | 1980  | 1990  | 2000  | 2010  | - |
| ---- | ----- | ----- | ----- | ----- | - |
| 768  | 1 324 | 2 335 | 4 299 | 4 247 | - |

## Source
- (en) Cet article est partiellement ou en totalité issu de l’article de Wikipédia en anglais intitulé « Daytona Beach Shores, Florida » (voir la liste des auteurs).